# 东风街道 (石家庄市)
东风街道，是中华人民共和国河北省石家庄市桥西区下辖的一个乡镇级行政单位。

## 行政区划
东风街道下辖以下地区：
休门西街社区、休门东街社区、四中路西社区、四中路东社区和休门街社区。